# 法蘭切斯科四世 (摩德納)
法蘭切斯科四世（義大利語：Francesco Giuseppe Carlo Ambrogio Stanislao d'Asburgo-Este，1779年10月6日—1846年1月21日），摩德納和雷焦公爵，1814年至1846年在位。
法蘭切斯科的父親是神聖羅馬皇帝法蘭茲一世與奧地利女大公瑪麗亞·特蕾莎的第四子，母親是摩德納和雷焦公爵埃爾科萊三世·埃斯特的女兒。由於母親是埃爾科萊三世·埃斯特去世時唯一的合法子女，法蘭西斯科成為摩德納和雷焦公國的繼承人。

## 家庭
1812年，法蘭西斯科與外甥女薩伏依的瑪麗亞·貝亞特麗切結婚，兩人共有2子2女：
- 瑪麗亞·特蕾莎（1817年—1886年），尚博伯爵夫人
- 法蘭西斯科五世（1819年—1875年），1846年繼位為摩德納和雷焦公爵
- 費迪南多·卡洛·維托里奧（1821年—1849年），死於斑疹傷寒
- 瑪麗亞·貝亞特麗切（1824年—1906年），蒙提宗伯爵夫人